# Pistorius sasyamai
Pistorius sasyamai là một loài chân đều trong họ Sphaeromatidae. Loài này được Nunomura miêu tả khoa học năm 1990.